# Arnarsdóttir
Arnarsdóttir ist ein isländischer Name und färöischer Name.

## Herkunft und Bedeutung
Der Name ist ein Patronym und bedeutet Tochter des Arnar. Die männliche Entsprechung ist Arnarsson (Sohn des Arnar).

## Namensträger
- Sólveig Arnarsdóttir (* 1973), isländische Schauspielerin